# بوزيد سعال
بوزيد سعال مواليد 9 يناير 1919، في قرية الزايري التابعة لبلدية الأوريسية الواقعة بشمال سطيف، الجزائر، وتوفي يوم 8 مايو 1945 سطيف، أول ضحية لمجازر سطيف، قالمة وخراطة التي تسببت في مقتل آلاف الجزائريين، فضلا عن 102 قتيل بين الأوروبيين. كان بوزيد سعال يحمل العلم الجزائري عندما أطلق عليه شرطي النار.
Bayazıt Săal 
kişinin kendi ana dilindeki ismi (özellikle Latin alfabesi ile yazılmayan diller veya kendine özgü harfleri ya da aksanları bulunan Latin alfabeli diller için kullanılır)
Tahya_Eljazayır_cezayır
#تحيا_الجزائر

## شبابه
ولد بوزيد سعال بالقرب من سطيف، في دوار الزايري، التابعة لبلدية الأوريسية، من أب فلاح. لديه ثلاث أخوات وأخ. تلقى تعليمه في المدرسة القرآنية.
انخرط الشهيد في صفوف الكشافة الإسلامية الجزائرية بسطيف «فوج الحياة»،

## 8 مايو 1945

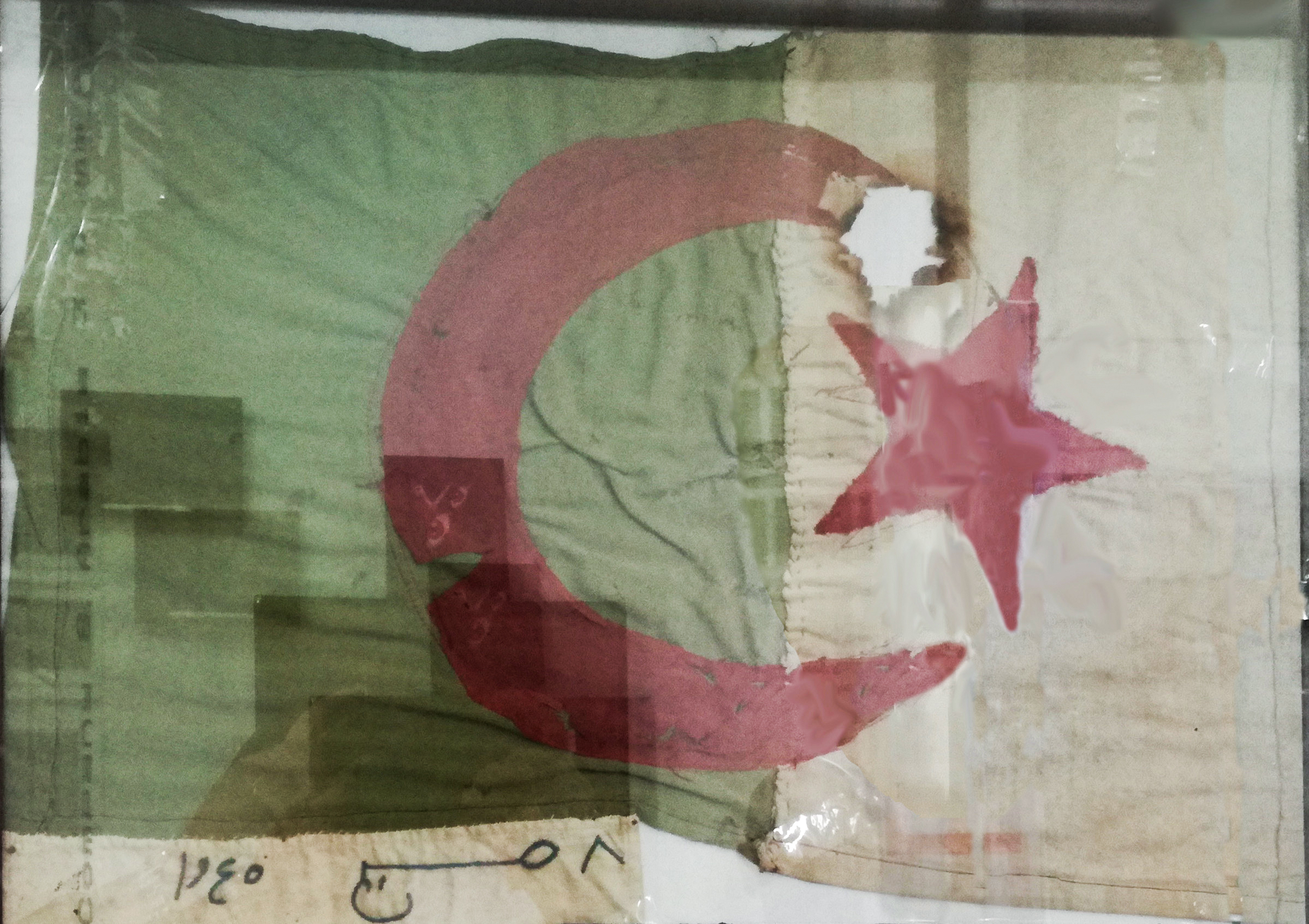
" العلم الوطني التي ارتداه الشهيد بوزيد سعال خلال مظاهرات 8 مايو 1945 "(متحف مجاهد سطيف)

وفي 07 ماي 1945، علق سعال بوزيد العلم الوطني في أعالي «صفالو»، وفي اليوم الموالي أي 8 ماي 1945 نهض مبكرا كعادته وصلى فريضته وارتدى لباسا نظيفا وحلق شعره ثم توجه مباشرة نحو مسجد المحطة «أبى ذر الغفاري»، للمشاركة في مظاهرة إسلامية نظمت في سطيف للاحتفال بانتصار الحلفاء على ألمانيا بقدر ما تطالب باستقلال الجزائر،حيث رفعت فيها الشعارات :«الجزائر حرة» ««الجزائر حرة»أطلقوا سراح المساجين»، رفع بوزيد سعال أثناءها العلم الجزائري الذي كان محظوراً رسمياً من قبل السلطات الفرنسية ؛ أمره شرطي فرنسي بإنزال العلم. بعد رفض بوزيد سعال، أطلق الشرطي أوليفيري النار عليه وأطلق عليه الرصاص.

## ذكرى
- ثانوية سعال بوزيد بلدية الأوريسية
- معلم الشهيد سعال بوزيد بوسط مدينة سطيف في جادة 8 مايو 1945.[13]
- السباق الدولي الشهيد بوزيد سعال بمدينة سطيف[14]
- حي “سعال بوزيد" الكائن المتواجد على مستوي بلدية باب الزوار ولاية الجزائر.[15]
- لوحة زيتية بالمتحف المركزي للجيش لأول شهيد سقط في 8 ماي 1945، وهو الشهيد سعال بوزيد.[16]